# Meridiano 118 E
O meridiano 118 E é um meridiano que, partindo do Polo Norte, atravessa o Oceano Ártico, Ásia, Oceano Índico, Australásia, Oceano Antártico, Antártida e chega ao Polo Sul. Forma um círculo máximo com o Meridiano 62 W.
Começando no Polo Norte, o meridiano 118º Este tem os seguintes cruzamentos:
| País, território ou mar | Notas                                                                         |
| ----------------------- | ----------------------------------------------------------------------------- |
| Oceano Ártico           |                                                                               |
| Mar de Laptev           |                                                                               |
| Rússia                  | Iacútia Oblast de Irkutsk Krai de Zabaykalsky                                 |
| China                   | Mongólia Interior                                                             |
| Mongólia                |                                                                               |
| China                   | Mongólia Interior Hebei Mongólia Interior Hebei Tianjin                       |
| Mar de Bohai            |                                                                               |
| China                   | Shandong Jiangsu Anhui Jiangsu Anhui Jiangxi Fujian - passa a oeste de Xiamen |
| Mar da China Meridional | Passa a leste da disputada Barra de Scarborough                               |
| Filipinas               | Ilha de Palawan                                                               |
| Mar de Sulu             |                                                                               |
| Malásia                 | Sabah - Ilha de Bornéu                                                        |
| Mar de Celebes          |                                                                               |
| Indonésia               | Ilha de Bornéu                                                                |
| Estreito de Macáçar     |                                                                               |
| Mar de Java             | Passa por numerosas pequenas ilhas da Indonésia                               |
| Mar das Flores          | Passa por numerosas pequenas ilhas da Indonésia                               |
| Indonésia               | Ilha de Sumbawa                                                               |
| Oceano Índico           |                                                                               |
| Austrália               | Austrália Ocidental                                                           |
| Oceano Índico           |                                                                               |
| Oceano Antártico        |                                                                               |
| Antártida               | Território Antártico Australiano, reivindicado pela Austrália                 |